# Johann Georg Sturm

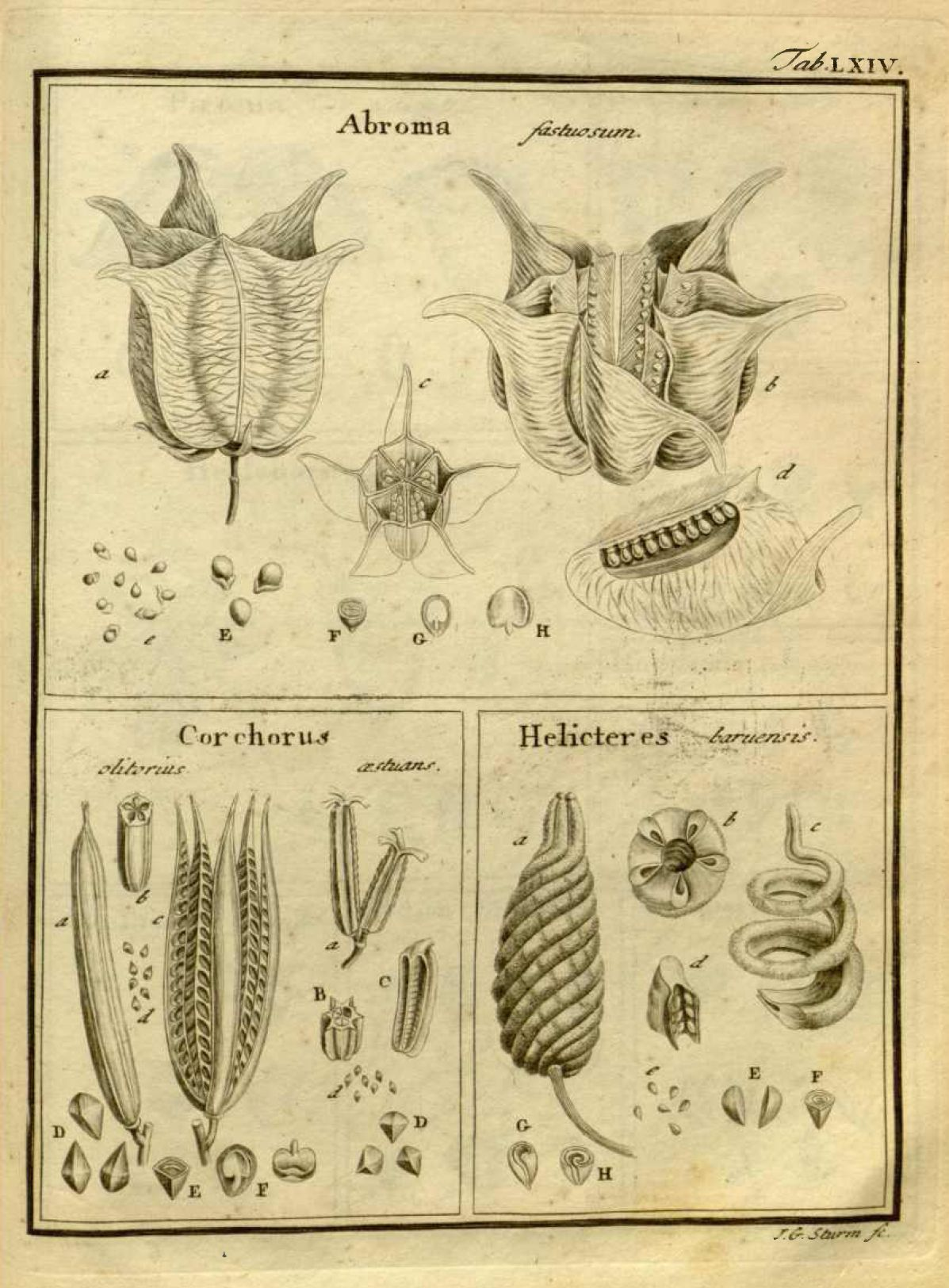
Plate from De Fructibus et Seminibus Plantarum

Johann Georg Sturm (1742–1793) fue un ilustrador de naturalista de Alemania conocido por las placas de Joseph Gaertner De Fructibus et Seminibus Plantarum, y por la coautoría de Deutschlands flora en Abbildungen. Fue el padre de Jacob Sturm ( 1771-1848), un entomólogo señalado, que grabó las ilustraciones para el suplemento De Fructibus et Seminibus Plantarum. 